# 消費社会批判
『消費社会批判』（しょうひしゃかいひはん）とは、セゾングループ代表だった堤清二が中央大学に学位請求論文として1995年に提出した経済学の論文を、1996年に岩波書店から刊行したものである。
消費社会における商品は、記号価値の傾向が強く、広告代理店の地位が高いと述べる。広告代理店の営業は、以下のような表現で美化されるという。
| 「 | いっぽうには、優れた生産機構や生産システム、生産設備があり、それを心の温かい技師と、人格者的な経営者が動かして、人々の暮らしの便利を考えて、新製品を開発する。いっぽう、豊かになってきた消費者は、より高度で快適な生活様式を求めている。そして、この両者を結び付けるのが、広告産業である。 | 」 |

また、「ソビエト連邦の崩壊後の世界単一市場では、商品が国境を越え、その地域固有の文化を淘汰する恐れがある」とグローバル資本主義の到来を予言している。